# Hippocampus japapigu
Hippocampus japapigu is een zeepaardsoort die in augustus 2018 voor het eerst beschreven werd als nieuwe soort. De soort leeft in wateren nabij Japan en is daarmee een van de twee bekende pygmeezeepaardsoorten die buiten de Koraaldriehoek leven. De andere soort is de in 2020 voor het eerst beschreven soort Hippocampus nalu. De soort is niet zeldzaam.

## Uiterlijk
Het lichaam van de soort is ongeveer het formaat van een rijstkorrel. Het heeft een bruine, beige en roze tot witte kleur. Over het lichaam loopt een net-achtig rasterpatroon dat wit is. Op de bovenkant van de rug heeft de soort niet twee vleugelachtige vinnen, maar één. Hier bevindt zich ook een benige rand, die over de hele rug loopt.
Door mensen uit de buurt wordt het zeepaardje beschreven als "een klein baby varkentje" en daar verwijst de wetenschappelijke naam ook naar.

## Leefgebied
De soort leeft in de zuidelijke subtropische tot gematigde kustwateren van Japan. De soort is onder andere rondom de Izu-eilanden en Hachijojima gevonden. Hier komen geen koraalriffen voor, dus de soort leeft tussen de algenbedden. De wateren waar de soort leeft zijn afwijkend voor zeepaardjes, omdat de temperatuur gedurende het jaar sterk wisselt. De meeste soorten kunnen dergelijke grote wisselingen niet aan. Doordat de soort op een diepte van 8 tot 15 meter diepte leeft, leeft ze ook nog eens ondieper dan de meeste pygmeezeepaardjessoorten.
Over de leefwijze, hun biologie en instandhouding is nog vrij weinig bekend. Wel is duidelijk dat ze voor zeepaardjes vrij actief zijn.

## Voedsel
De Hippocampus japapigu eet roeipootkreeftjes en andere kleine schaaldieren.